# Peterlee
Peterlee is een civil parish in de Engelse unitary authority Durham. De plaats telt 20.164 inwoners.

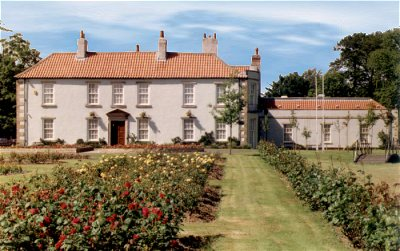
Gemeentehuis

## Geboren
- Brian Little (1953), voetballer en voetbalcoach
- Gina McKee (1964), actrice